# 北林早苗
北林 早苗（きたばやし さなえ、本名：村田 貞枝〈むらた さだえ〉、1944年1月7日 - ）は、日本の女優。女優・声優の村田秋乃は娘。株式会社フェイスプランニング所属。以前は砂岡事務所に所属していた。東京市浅草区（現・東京都台東区）出身。

## 来歴・人物
小学校時代から音羽ゆりかご会に入り、当時の子供番組などに出演。1955年（昭和30年）、劇団若草に入団し、本名の村田貞枝名義で1956年の『女中さん日記』（大映）で映画デビュー。
1961年（昭和36年）、NHK連続テレビ小説第1作『娘と私』に娘・麻里の少女時代役で出演。同年、フジテレビの『君の名は』のヒロインに抜擢（）され、ここで作者の菊田一夫から北林早苗の芸名をもらう。1964年（昭和39年）、若草を退団。同年、『さまざまの夜』（松竹）に主演し、以後映画にも本格的に出演するようになる。
1970年代からは活動の場をテレビに移し、舞台にも立つ一方、和服のモデルも務める。近年は女優業の他、講演活動やコメンテーターとしても活躍。
連続テレビ小説第100作となる2019年（平成31年）度前期放送の『なつぞら』で58年ぶりに連続テレビ小説に出演する。

## 出演

### 映画
- 女中さん日記（1956年、大映）
- 火の鳥（1956年、日活）
- さまざまの夜（1964年、松竹）
- 母の歳月（1965年、松竹）
- 紀ノ川（1966年、松竹） - ※キネマ旬報ベストテン第3位
- 浪花侠客伝 度胸七人斬り（1967年、東映）
- 三人の博徒（1967年、東映）
- 対決（1967年、日活）
- 血斗（1967年、日活）
- 兄弟仁義 関東兄貴分（1967年、東映）
- 喜劇 ニューヨーク帰りの田舎ッぺ（1967年、日活）
- 残侠無情（1968年、日活）
- 無頼より 大幹部（1968年、日活）
- 密告（たれこみ）（1968年、東映）
- 極道（1968年、東映）
- 博徒列伝（1968年、東映）
- 昭和のいのち（1968年、日活）
- ぼん太の結婚屋 いろいろあらァな田舎ッぺ（1968年、日活）
- 無頼 黒匕首（1968年、日活）
- 日本暴力団 組長と刺客（1969年、東映）
- さくら盃 義兄弟（1969年、日活）
- さくら盃 仁義（1969年、日活）
- わが恋わが歌（1969年、松竹）
- 博奕打ち 流れ者（1970年、東映）
- 盛り場流し唄 新宿の女（1970年、日活）
- 極悪坊主 飲む打つ買う（1971年、東映）
- 傷だらけの人生（1971年、東映）
- 任侠列伝 男（1971年、東映）
- 傷だらけの人生 古い奴でござんす（1972年、東映）
- 無宿人御子神の丈吉 牙は引き裂いた（1972年、東宝）
- まむしの兄弟 傷害恐喝十八犯（1972年、東映）
- 少林寺拳法（1975年、東映） - 宗吉野
- 多羅尾伴内 鬼面村の惨劇（1978年、東映）
- 日本の黒幕（1979年、東映）
- 悪魔が来りて笛を吹く（1979年、東映）
- 二百三高地（1980年、東映）
- 残侠 ZANKYO（1999年、東映）

### テレビドラマ
- 連続テレビ小説（NHK）
  - 娘と私（1961年 - 1962年）
  - なつぞら 第2話（2019年4月2日）[2]
- 君の名は（1962年、CX）
- テレビ指定席 / 巣立ち（1962年、NHK）
- おはなはん一代記（1962年、NHK）
- おれは大物（1964年 - 1965年、ABC）
- 喜びも悲しみも幾歳月（1965年、TBS）
- 水戸黄門 第58話「美しい庵主さん」（1965年、TBS / 松竹テレビ室） ※ブラザー劇場版
- 銭形平次（CX / 東映）
  - 第1話「おぼろ月夜の女」（1966年） - お珊
  - 第205話「捕物供養」（1970年） - お照
  - 第228話「宵待草の墓標」（1970年） - おりん
  - 第305話「夜の終り」（1973年） - お袖
  - 第333話「猫撫で地蔵」（1973年） - 夕心尼
  - 第582話「夫婦坂」（1977年） - おしの
  - 第630話「ドジな男の子守唄」（1978年） - お仲
  - 第801話「命売ろう」（1982年） - お仙
- 愛の自画像（1966年 - 1967年、ABC）
- 三姉妹（1967年、NHK） - お力
- ローンウルフ 一匹狼 第10話「拾った女」（1967年、NTV / 東映）
- ウルトラセブン 第29話「ひとりぼっちの地球人」（1968年、TBS / 円谷プロ） - 南部冴子
- 素浪人 月影兵庫 第2シリーズ 第75話「思わぬところに敵がいた」 （1968年、NET / 東映） - 咲
- 日本剣客伝 第4話「塚原卜伝」（1968年、NET / 東映） - 由紀
- 上方武士道（1969年、NTV） - お悠
- 水戸黄門（TBS / C.A.L）
  - 第1部 第22話「決斗・砂塵の宿 -金津-」（1969年12月29日） - おせい
  - 第2部
    - 第5話「身替り花婿 -米沢-」（1970年10月26日） - おきぬ
    - 第20話「喧嘩買います -木曽福島-」（1971年2月8日） - お吉

  - 第3部
    - 第18話「人情・刀鍛冶 -岡山-」（1972年3月27日） - お園
    - 第27話「夕映えの対決 -宮崎-」（1972年5月29日） - ひさ

  - 第9部 第4話「芝居になった悪い奴 -福島-」（1978年8月28日） - お房
  - 第13部 第14話「暖簾を救った身代り女房 -堺-」（1983年1月17日） - お仙
  - 第18部 第11話「姫様・馬子が瓜二つ -犬山-」（1988年11月21日） - おひで
  - 第20部
    - 第26話「育ての親はだめ親父 -荻-」（1991年5月6日） - おふみ
    - 第42話「怪盗天神林の光右衛門 -盛岡-」（1991年8月26日） - おとせ

  - 第24部 第22話「冤罪晴らす復讐の刃 -敦賀-」（1996年2月19日） - 慈照尼
  - 第25部 第35話「武士道を捨てた男 -石巻-」（1997年8月25日） - 片瀬志保
  - 第26部 第21話「間違えられた縁談話 -福知山-」（1998年7月6日） - お喜多
  - 第28部 第33話「母子の再会涙の白洲 -赤間関-」（2000年11月13日） - 澄江
- 大坂城の女（1970年、KTV / 東映） - 豪姫
- 天を斬る 第24話「使命は間者」（1970年、NET / 東映）
- 女系家族（1970年、CX） - 矢島千寿
- 素浪人 花山大吉 第72話「ドケチ娘はなぜ泣いた」（1970年、NET / 東映） - おこん
- 燃えよ剣 第6話「残陽 奈良街道」（1970年、NET / 東映） - おはま
- 大岡越前（TBS / C.A.L）
  - 第1部 第9話「鬼面夜叉」（1970年5月11日） - 別木紫緒
  - 第2部 第14話「呪われた鎧」（1971年8月16日） - 汐路
  - 第5部 第11話「白洲に哭いた母二人」（1978年4月17日） - おまさ
  - 第6部 第21話「心の病の荒療治」（1982年7月26日） - お葉
  - 第8部 第18話「名乗れぬ証人は将軍様」（1984年11月19日） - おしず
  - 第9部 第8話「恋しい父は逃亡者」（1985年12月16日） - おそで
  - 第12部 第10話「恋しい父は逃亡者」（1991年12月16日） - お久
  - 第13部 第6話「泣き笑い恋の鞘当て」（1992年12月21日） - お甲
- 遠山の金さん捕物帳（NET / 東映）
  - 第12話「明日をだました女」（1970年） - お八重
  - 第70話「笑って消えた男」（1971年） - おりん
  - 第103話「噂を売る男」（1972年） - お稲
  - 第135話「冥土から帰った男」（1973年） - お京
- ザ・ガードマン 第309話「顔に傷のある悪女」（1971年、TBS / 大映テレビ室）
- 人形佐七捕物帳 第2話「謎の銀かんざし」（1971年、NET / 東宝） - 陸奥
- 特別機動捜査隊 （NET / 東映）
  - 第496話「闇の中」（1971年） - 優子
  - 第500話「勇気ある女」（1971年） - 亜紀
  - 第654話「矢崎班緊急出動せよ」(1974年)  - 陽子
- 軍兵衛目安箱 第17話「井戸の中の顔」（1971年、NET / 東映） - 藤尾
- キイハンター 第179話「さすらいの一匹狼 荒野の挑戦」（1971年、TBS / 東映）
- 弥次喜多隠密道中 第4話「風雲、箱根山」（1971年、NTV / 歌舞伎座テレビ室）
- プレイガール 第135話「残された二人」（1971年、12ch / 東映） - 五十嵐水江
- 怪奇十三夜 - 第12話 怪談首斬り　(NET 1971年)
- 木枯し紋次郎 第1シリーズ 第7話「六地蔵の影を斬る」（1972年、CX / C.A.L） - お久美
- 荒野の素浪人 第1シリーズ 第40話「百人斬り 悪党の砦」（1972年、NET / 三船プロ）
- 赤ひげ（NHK）
  - 第2話「狂女」（1972年）
  - 第48話「別れ」（1973年）
- 長谷川伸シリーズ 第5話「町のいれずみ者」（1972年、NET / 東映） - お雪
- 眠狂四郎 第11話「裸女に神を見た」（1972年、KTV / 東映）
- 怪談 第9回「新選組呪いの血しぶき」（1972年、MBS） - 明里
- 荒野の用心棒 第5話「風神峠に群狼を待ち伏せて…」（1973年、NET / 三船プロ） - おちか
- 必殺仕置人 第10話「ぬの地ぬす人ぬれば色」（1973年、ABC / 松竹）- お美代の方
- 子連れ狼（NTV / ユニオン映画）
  - 第1部 第14話「御定書七十九条」（1973年） - お葉
  - 第2部 第14話「折助号衣」（1974年） - 阿矢
- 非情のライセンス（NET / 東映）
  - 第1シリーズ 第18話「兇悪の里」（1973年） - 加賀城真紀
  - 第1シリーズ 第45話「兇悪のスキャンダル」（1974年） - 黒沢幸子
  - 第2シリーズ 第94話「兇悪の判決」（1976年） - 伊達英子
  - 第2シリーズ 第108話「未練心」（1976年） - 三枝敬子
  - 第2シリーズ 第113・114話「男（前・後編）」（1977年） - 保子
- アイフル大作戦（TBS / 東映）
  - 第22話「ゲタゲタ笑う墓の下のガイ骨」（1973年）
  - 第55話「探偵専科 愛と死のたわむれ」（1974年）
- 私は許さない（1973年、THK）
- パパと呼ばないで 第26話 「ママが生きてた!」（1973年、NTV / ユニオン映画） - 橋本豊子（写真）・ルミ
- 唖侍 鬼一法眼 第23話「寒椿慕情」（1974年、NTV / 勝プロ） - おしま
- 狼・無頼控 第26話「（秘）指令、狼を殺せ!」（1974年、MBS / 大映テレビ）
- ザ・ボディガード 第13話「裁かれる愛」（1974年、NET / 東映） - 杉田美佐子
- 人魚亭異聞 無法街の素浪人 第22話「港に咲いた地獄花」（1976年、NET / 三船プロ） - おむら
- 特捜最前線（ANB / 東映）
  - 第7話「愛の刑事魂」（1977年）
  - 第92話「白い小さな訪問者!」（1979年）
- 遠山の金さん 杉良太郎版（NET/東映）第99話「奈落におちた玉の輿」（1977年）- おせい
- 新幹線公安官 第11話「午後2時まで待って!」（1977年、ANB / 東映） - 井口しのぶ
- 破れ奉行 第31話「暗黒街の悪の花」（1977年、ANB / 中村プロ） - おるい
- Gメン'75 第181話「宮の森交番 21時の出来事」（1978年、TBS / 東映） - 小夜子
- 桃太郎侍 第124話「日本一の暴れ熊」（1979年、NTV / 東映） ※高橋英樹版
- 暴れん坊将軍（ANB / 東映）
  - 吉宗評判記 暴れん坊将軍
    - 第76話「正体見たり枯尾花」（1979年） - おえん
    - 第179話「狸侍一番手柄!」（1981年） - お紺
    - 第206話「泣くな太郎吉! 男の子」（1982年） - お米

  - 暴れん坊将軍II 第120話「“にが手”は恋の指南役!」（1985年8月17日） - ふじ
- 土曜ワイド劇場
  - 『吸血鬼ドラキュラ神戸に現わる』（1979年、ABC / 東映）
  - 『三毛猫ホームズの狂死曲』（1982年、ANB / 東映） - 市村智子
  - 『タクシードライバーの推理日誌34』（2013年、EX / ユニオン映画） - 安西洋子
- 江戸を斬るIV 第8話「辻斬りは北辰一刀流」（1979年、TBS / C.A.L）- お秋
- そば屋梅吉捕物帳 第5話「夜空に消えた父娘星」（1979年、12ch / 国際放映） - おいと
- 服部半蔵 影の軍団 第8話「潜入! 大奥の昼と夜」（1980年、KTV / 東映） - 一条ノ局
- 警視庁殺人課 第2話「身代金2億5千万!」（1981年、ANB / 東映）
- 斬り捨て御免! 第3シリーズ 第14話「生き地獄 女悪鬼の棲む館」（1982年、TX / 松竹）
- 乳姉妹（1985年、TBS / 大映テレビ） - 大丸慶子
- 遠山の金さん 第2シリーズ  第20話「美人園遊会!」（1986年、ANB / 東映）
- さすらい刑事旅情編 第20話「痴漢にされた男」（1989年、ANB / 東映）
- 火曜サスペンス劇場（NTV系）
  - 『フルムーン旅情ミステリー(1) 湯布院殺人事件』（1989年9月、プロジェクトエー）
  - 『女弁護士・高林鮎子(9) 北の街小樽に消えた女』（1991年4月、東映）
  - 『心に秘めた幻の蝶』（1994年）
  - 『当番弁護士(4)』（1997年）
- 湘南女子寮物語 第10話「女子寮解散!? 別れたくない」（1993年、ANB）
- 適齢期（1994年、TBS） - 高瀬史枝
- 喧嘩屋右近 第3シリーズ 第9話「母娘のよりも戻します」（1994年、TX / 松竹）
- 月曜ドラマスペシャル 『痛快ミステリー! ホステス探偵危機一髪!!(2)』（2000年、TBS） - 黒崎昭子
- 女と愛とミステリー 『西村京太郎サスペンス 四つの終止符』（2001年、TX / BSジャパン） - 佐々木辰子
- プラチナエイジ（2015年、東海テレビ） - 柳田晴子

### 舞台
- 杉良太郎特別公演「ひとり狼」 / 「遠山の金さん」

### 吹き替え
- コールド マウンテン - マディ ※Netflix版
- 名探偵ポワロ  シリーズ - オリヴァー夫人 ※デアゴスティーニ版
- 名探偵ポワロ 海上の悲劇 - エリー・ハンダーソン ※デアゴスティーニ版

### その他のテレビ番組
- 一枚の写真（CX）
- クイズ面白ゼミナール（NHK）
- クイズ!脳ベルSHOW（BSフジ）

### CM
- フォンテーヌ・レディースアデランス ※村田秋乃と共演